# Wyleyia
Wyleyia là một chi chim cổ đại gồm một loài duy nhất được biết đến, Wyleyia valdensis, sống vào thời kỳ Creta sớm ở Anh.